# Solitary (Kurzfilm)
Solitary ist ein teilweise animierter Kurzdokumentarfilm von James Burns und Shal Ngo, der Teilnehmern des Tribeca Film Festivals ab 15. April 2020 online erstmals zur Verfügung gestellt wurde. 

## Inhalt
„Die ,Box', wie sie es nennen, hat etwa die Größe eines Parkstands. [...] 23 Stunden am Tag sind Sie allein in der Box und dürfen nur eine Stunde lang rausgehen, aber je nach Personal erlaubt man Ihnen nicht einmal das. [...] Nach 14 Tagen in Einzelhaft beginnt das Gehirn zu verkümmern. [...] Aus diesem Grund wird der Insasse unberechenbarer, störender und gewalttätiger. Sie verlieren die Kontrolle.“

Die Zuschauer werden zuerst mit Five bekannt gemacht, der schizophren ist und 12 Jahre inhaftiert war. Er berichtet, wie man beginnt sich selbst zu entmenschlichen, wenn man in der "Box" inhaftiert ist. Ausgelöst vom Wunsch nach menschlicher Interaktion und Kontakt tue man Dinge, von denen man nie dachte, sie jemals zu tun. So verletzte er sich selbst und versuchte sicherzustellen, dass die Wärter beim Griff nach dem Essen durch den Schlitz hindurch sein Blut sehen konnten. Als er anschließend von einem Sanitäter behandelt wurde, habe man ihm mitgeteilt, dass er nun wegen der Beschädigung von Staatseigentum bestraft wird, wobei er selbst als dieses Eigentum galt.
Nach Five erzählt Regisseur James Burns wie er als Teenager für 12 Monate im Gefängnis war, wobei er 11 dieser Monate in Einzelhaft verbrachte. Er spricht darüber, wie jeder Verstoß die Unterbringung in der Box bedeuten oder die Zeit in dieser verlängern kann. Viele solcher Verstöße würden sogar absichtlich begangen, damit die Wachen hereinkommen, und deren Schläge akzeptiere man, da sie den einzigen Kontakt darstellten, den man erhalte. 
Hiernach kommen auch Frauen zu Wort. Pam befand sich in Einzelhaft, als sie bemerkte, dass sie schwanger war. Eines Tages stolperte die gefesselte Insassin und fiel zu Boden. Sie wurde 11 Wochen lang nicht medizinisch behandelt und verlor ihr Kind. Der verstorbene Fötus sei zusammen mit der Bettwäsche entsorgt worden. Nachdem sie medizinisch behandelt worden war, wurde sie sofort wieder in Einzelhaft gesteckt. Pam erzählt weiter, dass sie noch heute Schwierigkeiten hat, eine Verbindung mit anderen Menschen aufzubauen. Einst sei sie extrovertiert gewesen, heute sei sie eher zurückgezogen.

## Produktion
Der Filmtitel Solitary bezieht sich auf „Solitary confinement“, die englische Bezeichnung der Einzel- oder auch Isolationshaft, Formen der Freiheitsentziehung, bei der ein Gefangener von allen anderen Gefangenen getrennt wird.
Regie führten James Burns und Shal Ngo, die auch das Drehbuch schrieben. Burns selbst verbrachte ebenfalls längere Zeit in Einzelhaft, einen Monat davon freiwillig. Am 12. Dezember 2016 wurde er im Gefängnis in Parker im La Paz County in Arizona untergebracht. So wollte er im Auftrag von Vice die Folgen der im US-amerikanischen Strafjustizsystem angewandten Einzelhaft bekanntmachen. "Die Zeit verging sehr langsam", sagte Burns über diese Zeit. Er hatte die Ankunft seiner Mahlzeiten genutzt, um den Lauf der Zeit einzuschätzen, da sich in seiner Zelle kein Fenster befand, durch das er Sonnenauf- und -untergang hätte sehe können. Der Aufenthalt wurde über eine in der Zelle installierte Kamera Videodokumentiert. Nach der Entlassung aus der völligen Isolation nach 30 Tagen kündigte Burns an, auch einen Film über seine Selbsterfahrungen drehen zu wollen.
Als Regisseur und Produzent realisierte Burns bereits mehrere Videos und Kurzfilme, insbesondere Kurzdokumentarfilme, so We Live This (2015) und Revolving Doors (2017). Der vietnamesisch-US-amerikanische Filmemacher Shal Ngo beschäftigte sich zuvor mit Science-Fiction- und Dokumentarfilmen und Stop-Motion-Animationsfilmen.
Der Film wurde im April 2020 im Rahmen des Tribeca Film Festivals online zur Verfügung gestellt.

## Rezeption

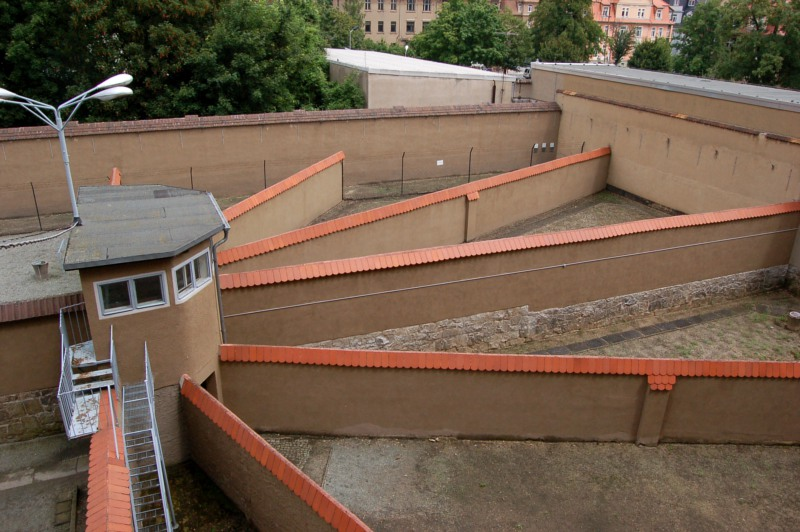
Einzelhaft bedeutet, dass Strafgefangene auch während ihres Freigangs von anderen Insassen getrennt werden

Stephanie Archer von Film Inquiry bemerkt in ihrer Kritik die Vielzahl von Problemen, die es im Justizsystem der Vereinigten Staaten gibt. Die Liste sei endlos. Das Land überflute die Gefängnisse mit Menschen, die Fehler gemacht haben und oft in schlimme Umstände hineingeboren wurden. Während sich viele auf Strafverfolgungskennzahlen und die Todesstrafe konzentrieren, gebe es jedoch ein größeres unmenschliches Problem, das die Haftanstalten plagt, wenn dort die Hoffnung stirbt und die Menschen vergessen werden. Archer erklärt, sie habe zwar gewusst, dass es eine Unterbringung in Einzelhaft gibt, sei sich jedoch des Machtmissbrauchs, den diese erlaubt, und des Mangels an Kontrolle überhaupt nicht bewusst gewesen. Zum Glück gebe es Filme wie Solitary, die solche Missstände beleuchten und zeigen, wie sehr Gefängnisse zu Orten von Folter und Schmerzen geworden sind. Höre man sich die Geschichten des Films an, breche es einem das Herz, wenn man mit seiner eigenen aber auch der allgemeinen Unwissenheit konfrontiert wird, dass solche Dinge geschehen dürfen.